# Ruud Hameeteman
Ruud Hameeteman is een Nederlandse illustrator.
Zijn bekendste werk bestaat uit zijn illustraties voor de boekenreeks De Kameleon van Hotze de Roos. In de jaren negentig van de vorige eeuw verschenen een twintigtal delen die opnieuw werden uitgegeven met illustraties van zijn hand. Hameeteman gaf de bekende Kameleon-tweeling weer als 16-jarige jongens in spijkerbroek, en ook de andere personages en locaties kregen een modernere uitstraling.
Deze nieuwe, modernere delen, maakten deel uit van een plan van uitgeverij Kluitman om de jongeren uit die jaren negentig beter aan te spreken. Niet alleen de illustraties zijn in deze twintig delen veranderd, ook het verhaal is gemoderniseerd door het vervangen van oud taalgebruik en begrippen, en in sommige gevallen door het verhaal zelf te veranderen.
Hameeteman illustreerde ook het 60e en tevens laatste deel van Hotze de Roos, De Kameleon maakt het helemaal, en twee hierop volgende delen die geschreven werden door Piero Stanco onder het pseudoniem P. de Roos.
Zijn illustraties werden ook gebruikt voor de Friese vertaling van boekenreeks De Kameleon.
- Digitale Bibliotheek voor de Nederlandse Letteren: hame066
- International Standard Name Identifier: 0000 0003 9112 0931
- Nederlandse Thesaurus van Auteursnamen: 074947494
- RKD-Nederlands Instituut voor Kunstgeschiedenis: 106098
- Virtual International Authority File: 244096168
- WorldCat: E39PBJf48p3FhFmBGjXx48PJDq